# Дмитровка (городской округ Шаховская)
Дмитровка — деревня в городском округе Шаховская Московской области России.
Расположена примерно в 18 км к северу от районного центра — посёлка городского типа Шаховская, на берегу небольшого правого притока реки Руссы, впадающей в Лобь (бассейн Иваньковского водохранилища). Соседние населённые пункты — деревни Орешки, Воскресенское и Старое Несытово. Имеется автобусное сообщение с райцентром (остановка «Орешки»).
Деревня показана на карте 1939 года.
1994—2006 гг. — деревня Ивашковского сельского округа.
2006—2015 гг. — деревня сельского поселения Раменское.
2015 — н. в. — деревня городского округа Шаховская.

## Население
| 2002 | 2006 | 2010 |
| ---- | ---- | ---- |
| 60   | ↘55  | ↗97  |